# Friedrich V. (Dänemark und Norwegen)

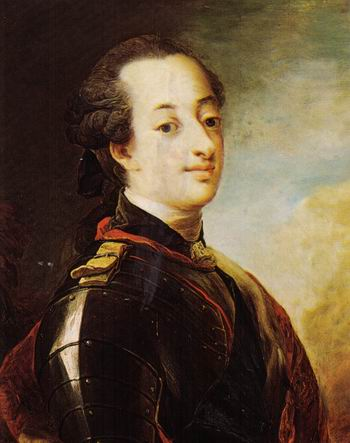
König Friedrich V. von Dänemark und Norwegen

Friedrich V. (* 31. März 1723 in Kopenhagen; † 14. Januar 1766 auf Christiansborg, ebenda), der manchmal auch der Gute genannt wurde, war König von Dänemark und Norwegen, Herzog von Schleswig und Holstein und Graf von Oldenburg und Delmenhorst von 1746 bis zu seinem Tod.
Friedrich V. war der einzige Sohn König Christians VI. von Dänemark und dessen Gemahlin Sophie Magdalene von Brandenburg-Kulmbach.

## Leben bis zum Herrschaftsantritt

### Geburt und Herkunft

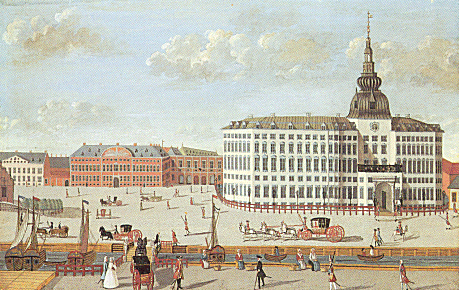
Das Kopenhagener Schloss kurz vor dem Abbruch 1731.

Prinz Friedrich wurde als einziger Sohn des damaligen Kronprinzen Christian von Dänemark und dessen Gemahlin Sophie Magdalene von Brandenburg-Kulmbach geboren. Er war der letzte dänische Prinz, der im alten Kopenhagener Schloss auf der Insel Slotsholmen im Zentrum von Kopenhagen geboren wurde. Die veraltete und mehrfach erweiterte Anlage aus dem 14. Jahrhundert wurde 1731 abgerissen, um Platz für einen zeitgemäßen königlichen Repräsentationsbau zu machen. Es entstand in Friedrichs Kindheit ein vierflügeliger Rokoko-Palast mit Reitbahn, Stallungen und Schlosskirche – das erste Schloss Christiansborg, von dem aus er später als König regieren würde. Der neugeborene Prinz wurde nach seinem Großvater König Friedrich IV. benannt und am Tag nach der Geburt auf den alleinigen Namen Friedrich getauft.
Als einziger Sohn des Kronprinzen war er von Geburt an dazu bestimmt, irgendwann einmal König zu werden. Sein einziges überlebendes Geschwister, die Schwester Prinzessin Louise wurde drei Jahre nach ihm geboren. Eine weitere Schwester war bereits 1724 kurz nach der Geburt verstorben. Am 12. Oktober 1730 starb sein Großvater, und sein Vater wurde als Christian VI. König von Dänemark und Norwegen, während Friedrich selbst im Alter von sieben Jahren Kronprinz wurde.

### Erziehung und Ausbildung

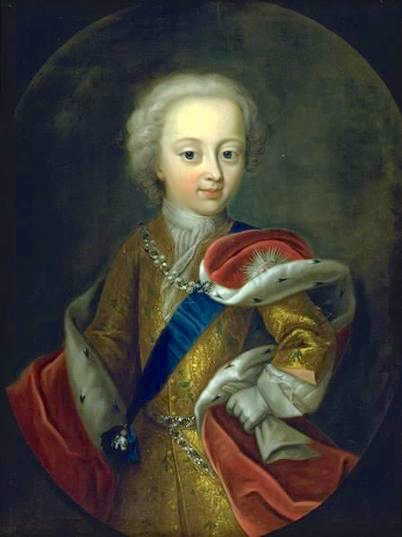
Prinz Friedrich als Kind mit dem Elefanten-Orden, um 1730 (Dänische Nationalgalerie).

Als Anhänger des Hallischen Pietismus sorgten seine Eltern für eine streng religiöse Erziehung. Schon bei der Thronbesteigung des Vaters wurde er als Siebenjähriger Administrator der 1726 von der dänischen Krone eingezogenen Grafschaft Rantzau. Gleichzeitig bekam er einen eigenen Hofstaat mit Georg Wilhelm von Söhlenthal, einem deutschen Adligen in dänischen Diensten, als Hofmeister. Söhlenthal war ein glühender Anhänger der Herrnhuter Brüdergemeine, und sein Haus in Kopenhagen war ein Zentrum pietistischer Kreise. Eine tiefe pietistische Frömmigkeit verband von Söhlenthal mit dem König, weshalb er eine Zeitlang dessen Berater in religiösen Fragen war. Söhlenthal gelang es jedoch nicht, die geistige Entwicklung des Kronprinzen zu beeinflussen, da er selbst ein allzu sanftmütiger und schwacher Charakter war. 1738 wurde er daher aus seinem Amt als Hofmeister entlassen.
Die Bildung des Kronprinzen wurde eher mangelhaft. Die Oberaufsicht über die Ausbildung wurde zwar 1730 dem bedeutenden und wohlgebildeten Geheimrat Iver Rosenkrantz übertragen, der jedoch wenig Einfluss auf die eigentliche Bildung hatte. Rosenkrantz war ein Anhänger der traditionellen lutherischen Orthodoxie, weshalb der Pietist Christian VI. das Vertrauen in ihn verlor. Die Ausbildung des Kronprinzen war daher ganz vom bei Hofe herrschenden deutschen und pietistischen Geist geprägt. Wie schon seine Vorfahren beherrschte er die dänische Sprache nur mangelhaft und hat sein ganzes Leben besser Deutsch als Dänisch beherrscht; da er dennoch gelegentlich Dänisch sprach, nannte seine Mutter ihn spöttisch „den dänischen Prinzen“. Abgesehen von einem gewissen Interesse am Sammeln von Münzen hatte er nur bescheidene kulturelle oder geistige Interessen.

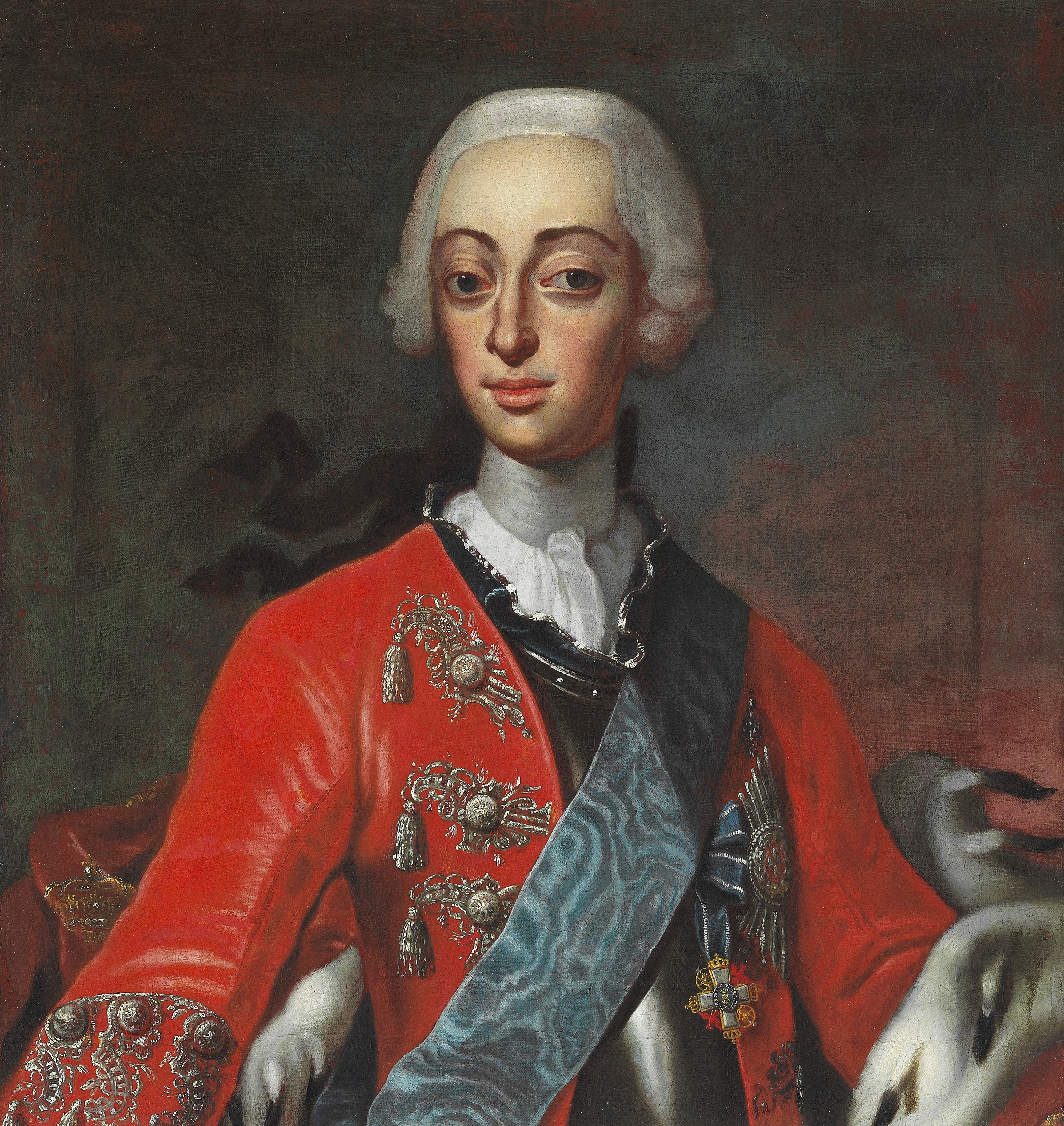
Kronprinz Friedrich als junger Mann im Uniform der Leibgarde zu Pferde. Gemälde von Andreas Möller, um 1740.

Prinz Friedrich zeigte schon früh einen ganz anderen Charakter als seine strengen Eltern. Er zeichnete sich durch Freundlichkeit, Zugänglichkeit und Fröhlichkeit aus und wollte seine Untertanen glücklich sehen. Im Gegensatz zu seinen zurückhaltenden Eltern verbrachte er gern Zeit mit der allgemeinen Bevölkerung. Obwohl ihm religiöse Gefühle nicht fremd waren, war er trotz seiner Erziehung im pietistischen Elternhaus kein Anhänger des Pietismus und dem von diesem geprägten selbstgenügsamen Lebensstil. Er entwickelte sich im Gegenteil zu einem Hedonisten, der die Freuden des Lebens wie Jagd, Wein und Frauen genoss. Sein Hedonismus entwickelte sich jedoch zu Libertinismus, und der Prinz wurde für seinen ausschweifenden Lebenswandel, Alkoholismus und permissive Sexualmoral bekannt. Mit seinen Kumpanen besuchte er derart häufig die Kneipen und Bordelle der Stadt, dass sein Vater erwog, ihn unter Vormundschaft zu stellen. Die Berater des Königs sprachen sich jedoch dagegen aus, da es rechtlich einen Verstoß gegen das Königsgesetz (latein: Lex Regia; dänisch: Kongeloven), die absolutistische Verfassung Dänemark-Norwegens von 1665, darstellen würde.
Von entscheidender Bedeutung für die Zukunft des Kronprinzen und seiner Königreiche wurde die Ernennung des neunzehnjährigen Adam Gottlob von Moltke, einem um elf Jahre älteren mecklenburgischen Adligen, zum Kammerpagen im Jahr 1730. Moltke war zuvor Page bei Friedrichs Vater gewesen, und das Königspaar hatte Vertrauen in Moltkes Fähigkeit als Erzieher, der dem Kronprinzen Selbstkontrolle beibringen sollte. 1743 wurde Moltke zum Hofmeister ernannt. Moltke versuchte jedoch weder Friedrichs sexuellen Appetit noch seinen Alkoholkonsum zu kontrollieren; dafür jedoch entstand ein lebenslanges Vertrauensverhältnis zwischen den beiden Männern, dem nach Friedrichs Thronbesteigung eine entscheidende Bedeutung zukommen sollte.
1740 wurde Friedrich konfirmiert und erhielt als Thronfolger einen Sitz im Geheimen Staatsrat. Während der schwedischen Erbfolgekrise 1743, die auf den Tod von Königin Ulrika Eleonore von Schweden 1741 folgte – als klar wurde, dass kein legitimer Erbe des schwedischen Throns zu erwarten war –, hatte Kronprinz Friedrich 1743 große Aussichten, zum schwedischen Thronfolger gewählt zu werden. Er wurde einseitig von der Bauernschaft gewählt, und um die Wahl durchzusetzen, brachen in Dalekarlien Bauernaufstände aus, die bald bedrohliche Ausmaße annahmen (der „Große Daltanz“). Als Folge des Friedens von Åbo, der 1743 den Russisch-Schwedischen Krieg beendete, wurde auf Druck der russischen Kaiserin Elisabeth I. jedoch Adolf Friedrich von Schleswig-Holstein-Gottorf anstelle von Friedrich zum Thronfolger ernannt.

### Erste Ehe mit Louise von Großbritannien

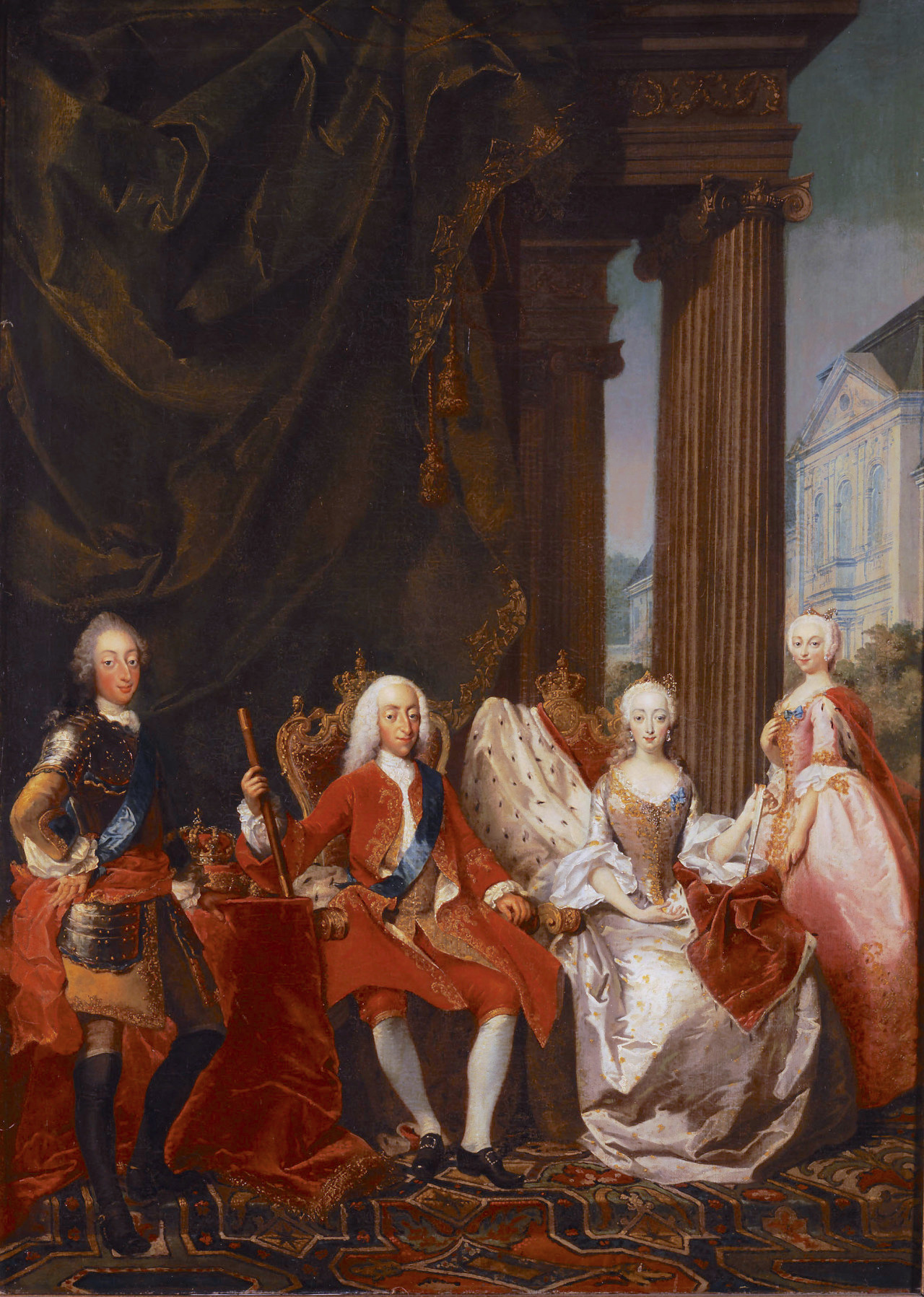
König Christian VI. und Königin Sophie Magdalene, umgeben von Kronprinz Friedrich und Kronprinzessin Louise. Im Hintergrund Schloss Hirschholm. Gemälde von Markus Tuscher, um 1744 (Schloss Rosenborg).

Der ausschweifende Lebenswandel des Kronprinzen beschleunigte die für ihn geführten Heiratsverhandlungen in der Hoffnung, dass eine baldige Eheschließung die alkoholischen und sexuellen Exzesse des charakterschwachen Kronprinzen dämpfen würde. 1743 wurde eine dynastische Ehe zwischen Friedrich und der britischen Prinzessin Louise, der jüngste Tochter von König Georg II. und Caroline von Brandenburg-Ansbach, ausgehandelt. Die Ehe wurde von Großbritannien aus politischen Gründen vorgeschlagen. Damals fand ein Wettbewerb zwischen Frankreich und Großbritannien statt, um ein Bündnis mit Dänemark-Norwegen zu schmieden. Das protestantische Großbritannien hatte den Vorteil, ein Ehebündnis eingehen zu können, und unter den britischen Ministern entstand die Idee, eine Ehe zwischen Louise und Friedrich zu arrangieren. Die dänische Regierung war dafür, während Friedrichs Vater, König Christian VI., der Idee zunächst zurückhaltend gegenüber stand. Doch als er die Chance sah, dass die Heirat zu britischer Unterstützung für die Pläne, Kronprinz Friedrich zum schwedischen Thronfolger zu machen, führen könnte, änderte er seine Meinung. Der Kronprinz selbst erklärte sich auch bereit, Louise zu heiraten, nachdem er ein Porträt der Prinzessin gesehen und man ihm von ihrer Freundlichkeit erzählt hatte.
Im Laufe des Jahres 1743 begannen daher die Heiratsverhandlungen, die nach wenigen Monaten am 14. September erfolgreich abgeschlossen wurden. In Hannover fand am 10. November die Trauung „per procurationem“ statt mit dem Bruder der Braut, dem Herzog von Cumberland, als Stellvertreter für den Bräutigam. Eine Woche nach der Hochzeit traf Friedrich seine Braut zum ersten Mal an der Grenze in Altona im damals zum dänischen Gesamtstaat gehörenden Herzogtum Holstein. Am 11. Dezember erfolgte dann unter großem Jubel der Bevölkerung der feierliche Einzug der Braut in Kopenhagen, wo noch am selben Tag die Hochzeit in der neu fertiggebauten Schlosskirche Christiansborg wiederholt wurde, jetzt in Anwesenheit des Bräutigams.
Louise wurde sowohl am Hof als auch in der Bevölkerung schnell beliebt. Sie war anmutig und liebenswürdig, lernte und sprach gern Dänisch und bewegte sich wie ihr Mann gerne unter der allgemeinen Bevölkerung. Ihre Beliebtheit bei Hof und Volk förderte auch Friedrichs Ansehen. Obwohl die Ehe arrangiert wurde, war das Verhältnis zwischen den Eheleuten offenbar gut, zumindest in den ersten Ehejahren. Fünf Kinder wurden in der Ehe geboren, von denen nur der älteste Sohn, der Thronfolger Kronprinz Christian, in früher Kindheit starb. Es gelang ihr jedoch nur teilweise, seinen ausschweifenden Lebensstil zu zügeln, und auch in der ersten Zeit der Ehe gelang es ihm nicht, sich von den Orgien fernzuhalten, an die er sich gewöhnt hatte. Obwohl Friedrich sie sehr schätzte und sie immer respektvoll behandelte, war er Berichten zufolge nicht in sie verliebt und unterhielt auch während der Ehe mehrere Verhältnisse, beispielsweise zu Else Hansen, deren zwischen 1746 und 1751 geborenen fünf Kinder vermutlich alle von ihm stammten. Friedrich fühlte sich jedoch wohl mit ihr, und Louise gab vor, seinen Ehebruch mit mehreren Partnern nicht zu bemerken.

## Friedrich V. als König

### Thronbesteigung

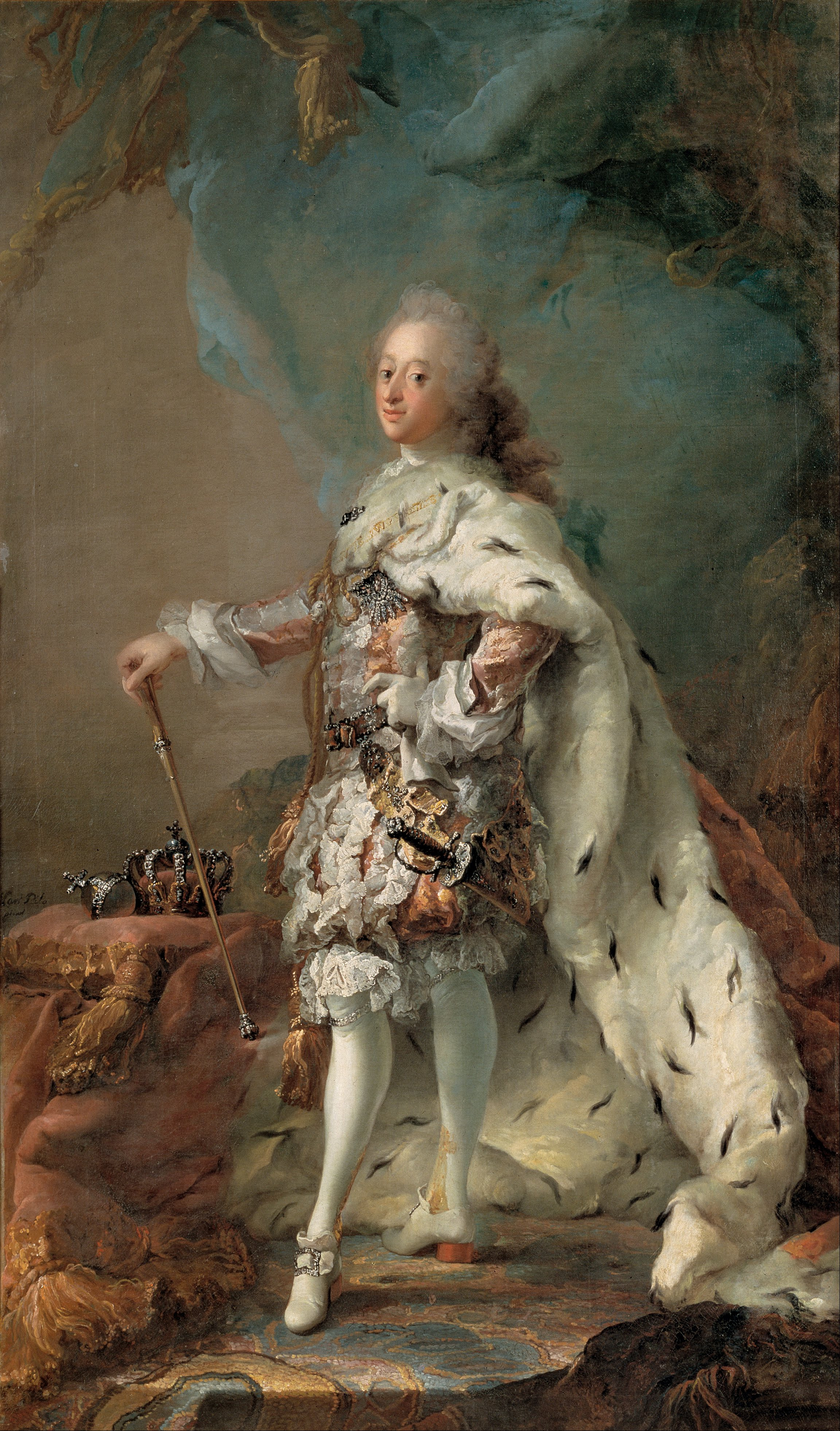
Friedrich V in Krönungsornat. Porträt von Carl Gustaf Pilo, um 1750.

Am 6. August 1746, dem Tag vor seiner silbernen Hochzeit, starb König Christian VI. im Alter von 46 Jahren auf dem Schloss Hirschholm, der Sommerresidenz des Königspaares nördlich von Kopenhagen. Beim Tod des Vaters erbte Friedrich im Alter von nur 23 Jahren den dänisch-norwegischen Thron als fünfter absoluter Monarch der Königreiche. Die Salbung des neuen Königs und der Königin Luise fand am 4. September des folgenden Jahres statt in der Schlosskirche Frederiksborg, der traditionellen Krönungskirche der dänischen Monarchen während der absoluten Monarchie, in der Stadt Hillerød nördlich von Kopenhagen.
Der Thronwechsel bedeutete eine große Veränderung im Leben am dänischen Hof, das nun weitaus festlicher wurde, als es unter Friedrichs pietistischen Eltern gewesen war. So zurückgezogen sich die Eltern vom Volk gehalten hatten, so sehr schien Friedrich V. ihm entgegentreten zu wollen, und es wurde erzählt, wie sehr er und die Königin den Umgang mit den Bürgern von Kopenhagen schätzten und wie gerne sie die Bauern auf ihren Höfen besuchten. Die schweren Eisenketten, die Christiansborg zuvor umschlossen und das Volk auf Distanz gehalten hatten, verschwanden, das höfische Leben gewann wieder an Glanz, und Bälle und Geselligkeit fanden wieder in den Sälen und Salons des Schlosses statt. Dazu wurden jetzt auch bürgerliche Persönlichkeiten eingeladen, unter anderem der dänisch-norwegische Schriftsteller Ludvig Holberg, der selbst mit starken Worten beschreibt, wie wohl er sich an Frederiks Hof fühlt.

### Regierung

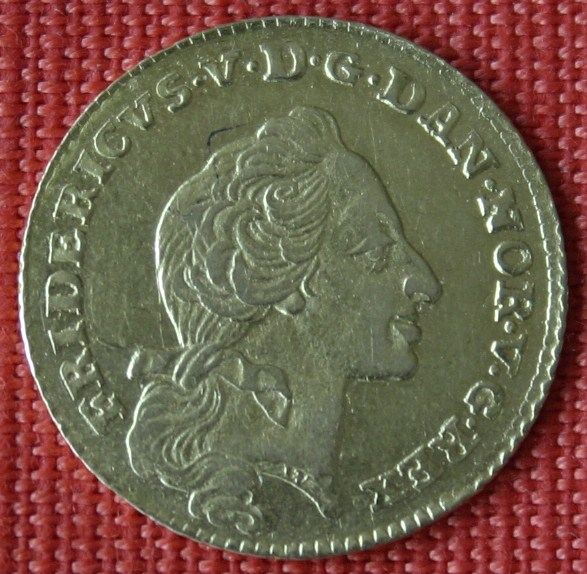
Kurant-Dukat aus dem Jahr 1762

Friedrich V. war ein wenig willensstarker Regent und schon bei der Thronbesteigung so alkoholkrank, dass er kaum allein eine Regierung führen konnte und vollständig auf Berater angewiesen war. Unmittelbar nach der Thronbesteigung ernannte er Graf Adam Gottlob von Moltke zu seinem Oberhofmarschall. Als König vertraute Friedrich V. Moltke vollkommen und war völlig von ihm abhängig. Friedrichs in Deutsch verfasste kleine Briefe an Moltke sind erhalten und zeichnen sich durch ihre sehr naiven und inbrünstigen Beteuerungen von Ergebenheit und Treue aus. Einige von ihnen werden geschrieben, um Moltke um Vergebung zu bitten, weil er ihn am Tag zuvor beleidigt hatte, als er versuchen würde, seinen königlichen Freund von seinem ausschweifenden Lebenswandel abzuhalten. Er verspricht, dass es nie wieder vorkommen wird: „Du bist mein Freund und mein Vater“, schreibt er in einem. „Pater peccavi, ich habe gesündieget; ich liebe Dich von Hertzens Grund und verbleibe biss in mein Grab Dein aufrichtig getreuer F. R. . . . dein bin und bleib ich, solange ich mich rühren kann“, in einem anderen.
Friedrichs Vertrauen in Moltke und Moltkes Treue zu Friedrich war die Grundlage, die die Regierungszeit des Königs in jeder Hinsicht zu einer glücklichen Zeit für die Königreiche machen sollte. Moltke galt als die „graue Eminenz“ im Hintergrund der Regentschaft des alkoholkranken Friedrich V. und unterstützte loyal die Politik des Außenministers Johann Hartwig Ernst von Bernstorff, auch wenn dieser ihn gelegentlich „von oben herab“ behandelte.

### Außenpolitik
Bernstorff gelang es, Dänemark aus allen Konflikten herauszuhalten. Im Siebenjährigen Krieg blieb Dänemark neutral. Mit Schweden und Russland schloss er Verträge, die den nordischen Ländern die freie Schifffahrt garantieren und gleichzeitig den Engländern den Zugang zur Ostsee versperren sollten. Mit Frankreich schloss er am 4. Mai 1758 einen Vertrag auf gegenseitige Verteidigung. Dänemarks Beitrag war eine 24.000 Mann starke dänische Armee an der Elbe, um Holstein, Hamburg und Lübeck zu schützen.

### Innenpolitik
Die Regentschaft Friedrichs V. zeichnete sich durch Frieden und Wohlstand in Dänemark aus. Er ließ den Kopenhagener Stadtteil Frederiksstaden mit dem Schloss Amalienborg errichten. Für Aufenthalte im damals zum dänischen Gesamtstaat gehörenden Glückstadt ließ er dort das Wasmer-Palais erwerben.

### Kunst und Wissenschaft

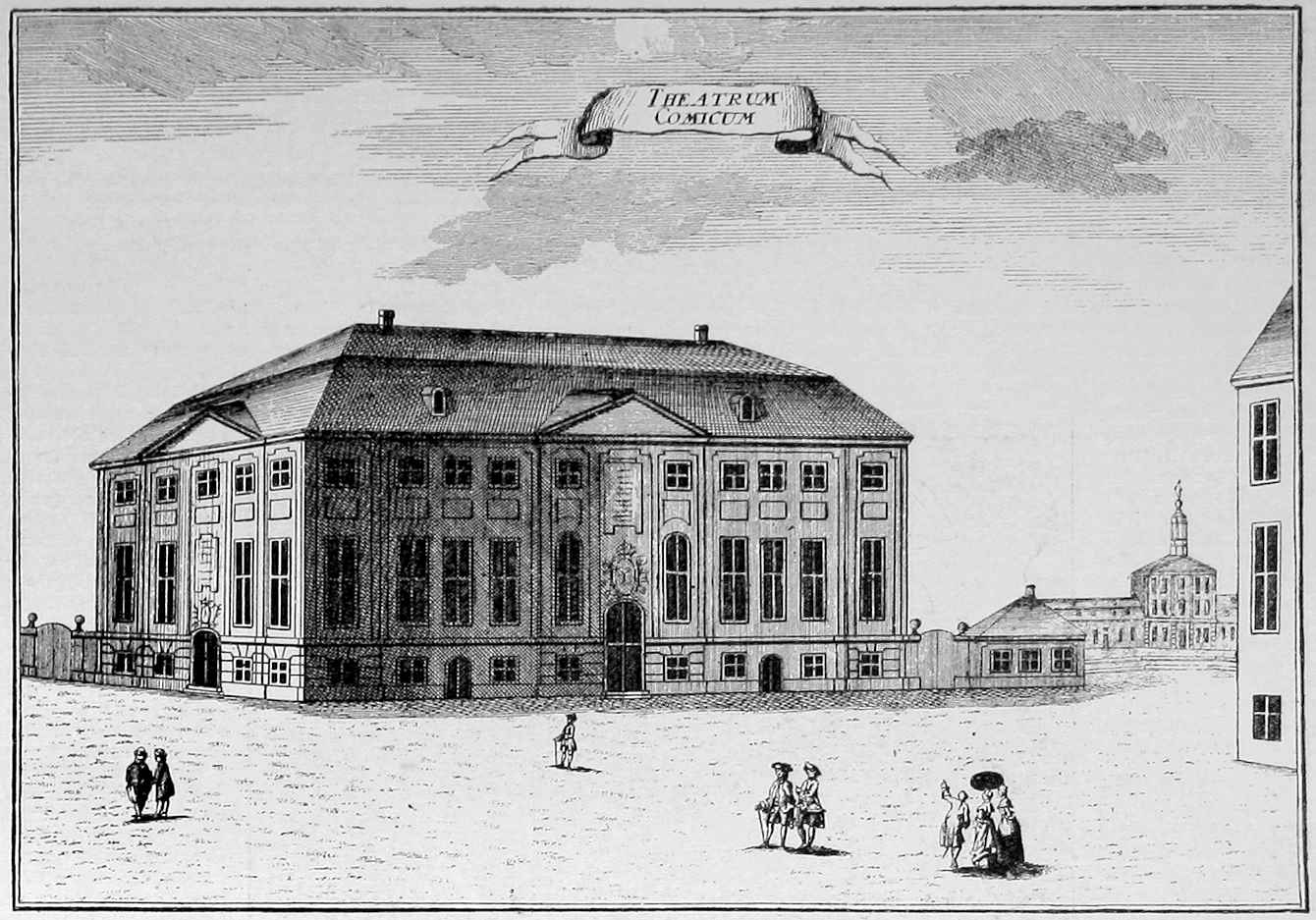
Das neue Komedienhaus am Kongens Nytorv aus dem Jahr 1748.

Der König förderte die Kunst und die Wissenschaften. Die während der Regierungszeit seines Vaters verbotenen öffentlichen Theateraufführungen wurden wieder erlaubt, und 1748 öffnete das Königlich Dänische Theater in Nicolai Eigtveds neuem Komedienhaus am Kongens Nytorv in Kopenhagen. 1754 wurde die Königlich Dänische Kunstakademie mit Sitz im Schloss Charlottenborg am Kongens Nytorv gegründet. Der König rief 1743–1751 etliche deutsche Gelehrte und bekannte Schriftsteller der Epoche der Empfindsamkeit und der frühen Aufklärungszeit an seinen Hof, so Johann Elias Schlegel, Johann Andreas Cramer, Friedrich Gottlieb Klopstock, Johann Bernhard Basedow und Heinrich Wilhelm von Gerstenberg.

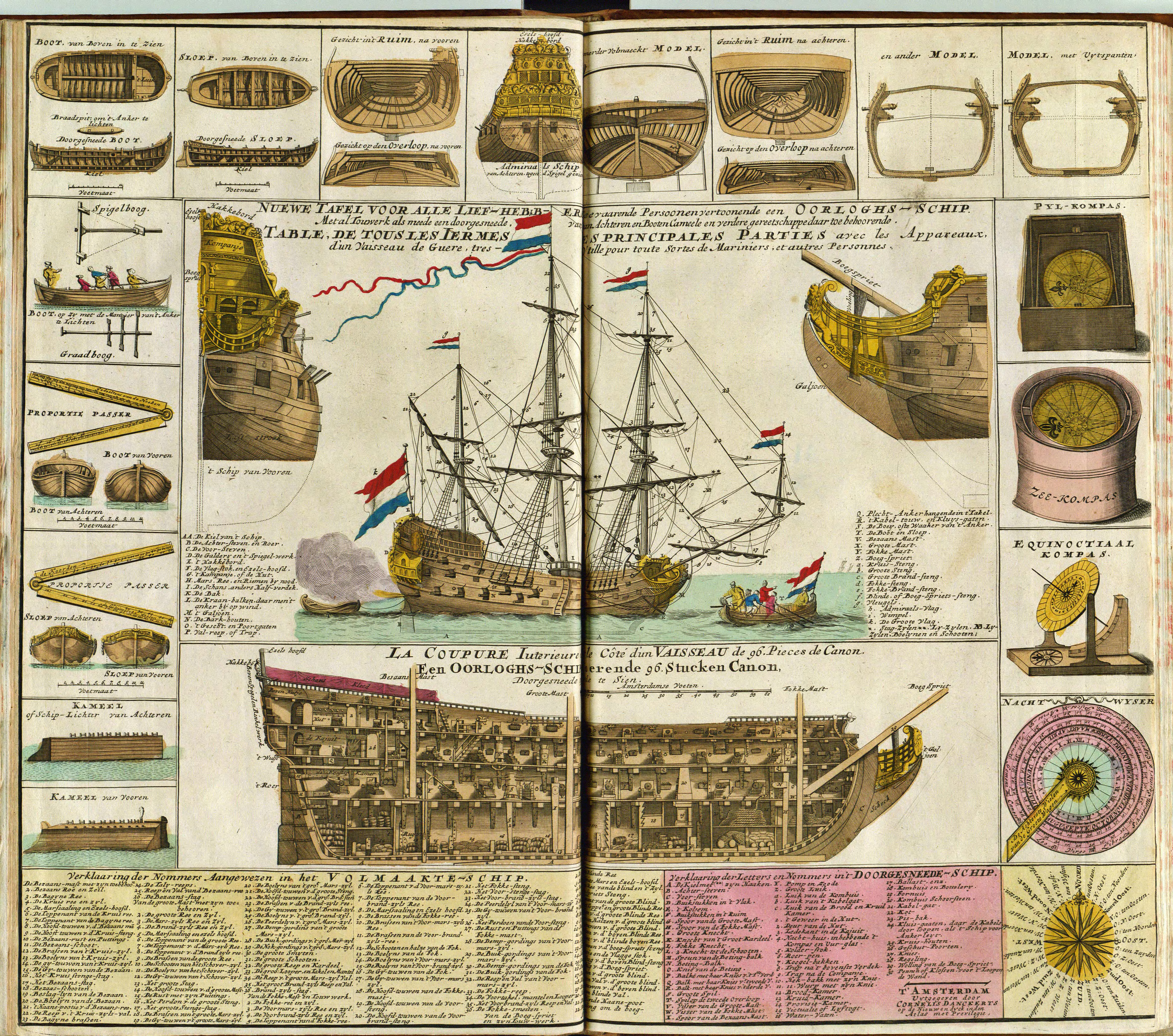
Tafel zum Schiffsbau aus Frederik den Femtes Atlas

Der König sammelte topographische und thematische Karten. Den Grundstock legte ein in der Königlich-Dänischen Bibliothek in Kopenhagen erhaltener Atlas Novus et Selectus oder Landkarten-Atlas, der ihm anlässlich seiner Geburt 1723 von Jacob Tilli, einem Beamten aus Kating, geschenkt wurde. Allein diese Kartensammlung umfasste etwa 400 Karten. Im Laufe seines Lebens wuchs die als Frederik den Femtes Atlas bezeichnete königliche Kartensammlung auf 3535 Tafeln in 55 Bänden an, wozu auch Städtpläne und -ansichten, Zeichnungen von Befestigungsanlagen und Gärten, militärische und satirische Darstellungen gehörten.

### Zweite Ehe mit Juliane Marie von Braunschweig-Wolfenbüttel

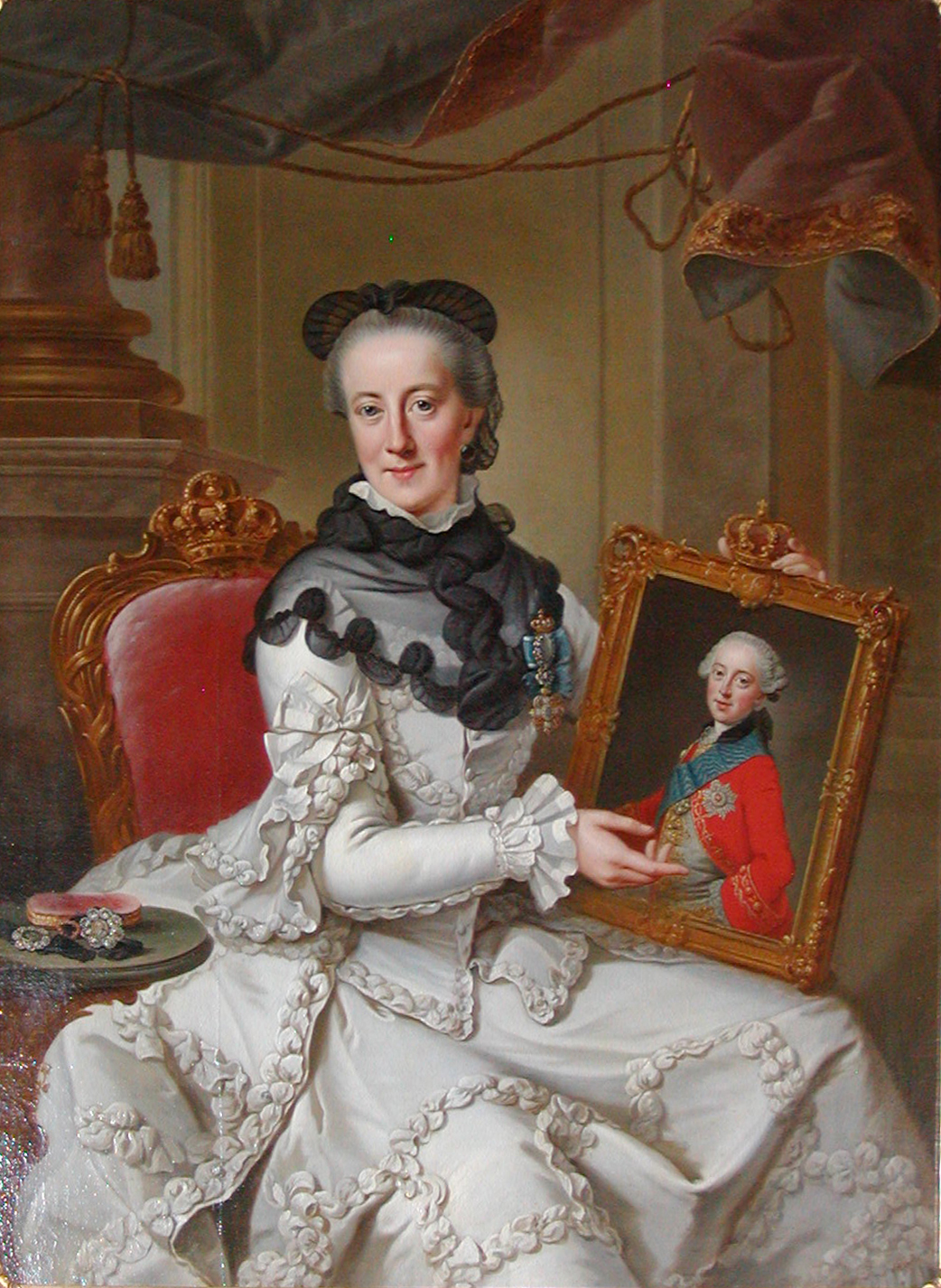
Juliane Marie als Königin-Witwe mit einem Porträt ihres Sohnes, Erbprinz Friedrich. Porträt von Johann Georg Ziesenis, 1766–1767.

1751 erkrankte Königin Louise schwer an einem eingeklemmten Nabelbruch während ihrer sechsten Schwangerschaft. Sie starb am 19. Dezember 1751, einen Tag nach ihrem 27. Geburtstag, und nach acht Jahren Ehe. Die dänische Regierung wollte, dass der König so schnell wie möglich wieder heiratet, um seinen Lebensstil zu stabilisieren. Zunächst unglücklich über den frühen Tod der Königin, war der König aber nicht bereit, wieder zu heiraten, es sei denn, er könnte wieder eine englische Prinzessin heiraten, aber es gab niemanden im geeigneten Alter. Eine Zeitlang dachte der König daran, Moltkes noch sehr junge Tochter, Gräfin Catharine Sophie Wilhelmine Moltke zu heiraten, aber Moltke selbst verhinderte dies, indem er sofort eine Ehe für seine Tochter mit Graf Hannibal Wedell zu Wedellsborg arrangierte.
Durch seine Ratgeber gedrängt, heiratete der König ein halbes Jahr nach dem Tod seiner ersten Gattin Juliane Marie von Braunschweig-Wolfenbüttel, die jüngste Tochter von Herzog Ferdinand Albrecht II. von Braunschweig-Wolfenbüttel und eine Schwägerin Friedrichs II von Preußen. Die Hochzeit fand am 8. Juli 1752 in der Schlosskirche Frederiksborg statt, und Juliane Marie wurde nach der Hochzeit noch am selben Tag gekrönt. Die Ehe mit seiner zweiten Frau, die in der Geschichtsschreibung als kühl und ehrgeizig gilt, vor allem aber die Thronfolgerechte ihres Sohnes Friedrich zu wahren suchte, verlief unglücklich. Juliane Marie gelang es noch weniger als Louise, seinen Lebensstil, sein ständiges Saufen und seine wiederkehrenden Orgien zu zügeln.

## Letzte Jahre und Tod

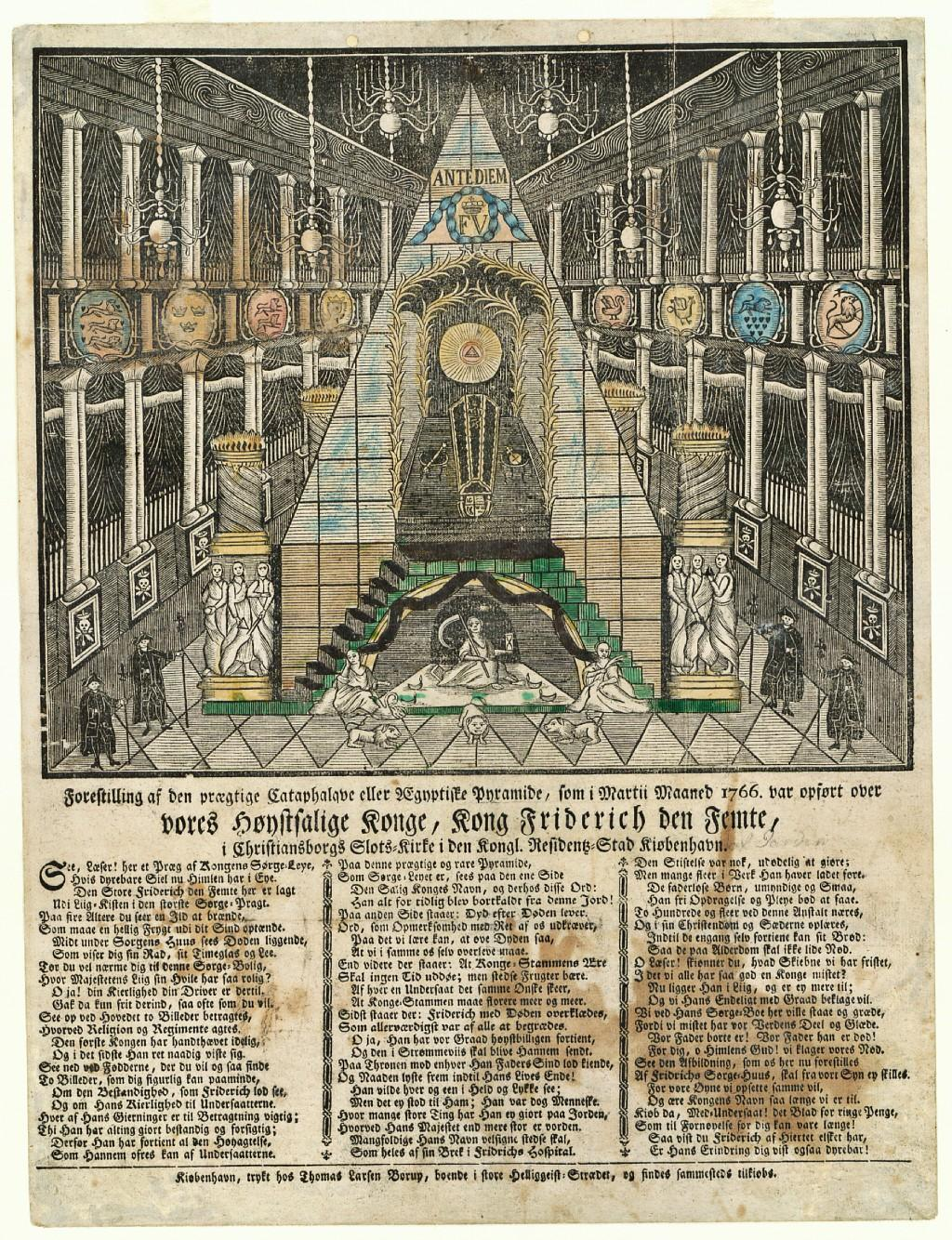
Der Katafalk von Friedrich V. in der Schlosskirche Christiansborg im März 1766.

Im Laufe der Jahre hatten der starke Alkoholkonsum und die ausschweifende Lebensweise des Königs Folgen für seine Gesundheit, zumal seine Konstitution ohnehin nicht allzu robust war. Der König wurde melancholisch, vernachlässigte sich selbst und auch die Staatsgeschäfte und verfiel der Trunksucht, was auch der Grund seines frühen Todes gewesen sein könnte. Schließlich war er selten nüchtern und brach sich zweimal in seiner Trunkenheit das Bein mit anschließender langer Genesungen. Er starb durch ein Ödem am 14. Januar 1766 auf Schloss Christiansborg im Alter von nur 42 Jahren. Bei seinem Tod folgte ihm sein ältester Sohn, der erst 16-jährige Christian VII., als König nach.
Seine Grabstätte befindet sich in der Kapelle Friedrichs V. im Dom zu Roskilde, dem traditionellen Begräbnisort der dänischen Könige.

## Familie

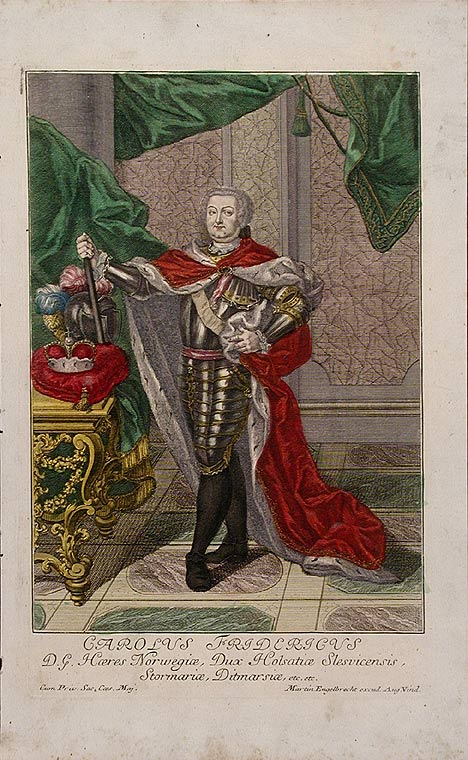
Martin Engelbrecht: Friedrich V. von Dänemark

Am 11. Dezember 1743 heiratete er in Altona in erster Ehe Louise von Großbritannien (1724–1751), Tochter von König Georg II. von Großbritannien. Sie hatten fünf Kinder:
- Christian (* 7. Juli 1745; † 3. Juni 1747), Kronprinz von Dänemark
- Sophie Magdalene (* 3. Juli 1746; † 21. August 1813)
⚭ 1766 König Gustav III. von Schweden
- Wilhelmine Caroline (* 10. Juli 1747; † 14. Januar 1820)
⚭ 1764 Wilhelm I., Kurfürst von Hessen
- Christian (* 29. Januar 1749; † 13. März 1808),
ab 1766 König Christian VII. von Dänemark
- Louise (* 30. Januar 1750; † 12. Januar 1831),
⚭ 1766 Landgraf Karl von Hessen-Kassel, Statthalter in Schleswig und Holstein

In zweiter Ehe vermählte er sich am 8. Juli 1752 auf Schloss Frederiksborg mit Juliane von Braunschweig-Wolfenbüttel; aus der Ehe ging ein Sohn hervor:
- Friedrich (* 11. Oktober 1753; † 7. Dezember 1805), Prinz von Dänemark, Regent (1772–1784)

Zudem war er Vater von fünf unehelichen Kindern mit Else (de) Hansen
(1720–1784):
- Friederika Margareta de Hansen (* 1747; † 26. März 1802),
⚭ 1763 Friedrich Wilhelm von Destinon
- Friederika Katharina de Hansen (* 17. Juni 1748; † 2. Mai 1822),
⚭ 1764 Johann Friedrich von Lützau
- Anna Maria de Hansen (* 20. Juli 1749; † Februar 1812),
⚭ (I.) 1767–1771 Peter Fehmann; ⚭ (II.) Peter van Meulangracht
- Sophia Charlotte de Hansen (* 18. Juni 1750; † 24. Dezember 1779),
⚭ 1767 Henri Alexis d’Origny
- Ulrik Frederik de Hansen (* September 1751; † Februar 1752)

## Vorfahren
|  |                                                              |  |  |  |  |  |  |  |  |  |  |  |  |
|  | König Christian V. (1646–1699)                               |  |  |  |  |  |  |  |  |  |  |  |  |
|  |                                                              |  |  |  |  |  |  |  |  |  |  |  |  |
|  |                                                              |  |  |  |  |  |  |  |  |  |  |  |  |
|  | König Friedrich IV. (1671–1730)                              |  |  |  |  |  |  |  |  |  |  |  |  |
|  |                                                              |  |  |  |  |  |  |  |  |  |  |  |  |
|  |                                                              |  |  |  |  |  |  |  |  |  |  |  |  |
|  | Charlotte Amalie von Hessen-Kassel (1650–1714)               |  |  |  |  |  |  |  |  |  |  |  |  |
|  |                                                              |  |  |  |  |  |  |  |  |  |  |  |  |
|  |                                                              |  |  |  |  |  |  |  |  |  |  |  |  |
|  | König Christian VI. (1699–1746)                              |  |  |  |  |  |  |  |  |  |  |  |  |
|  |                                                              |  |  |  |  |  |  |  |  |  |  |  |  |
|  |                                                              |  |  |  |  |  |  |  |  |  |  |  |  |
|  | Gustav Adolf von Mecklenburg (1633–1695)                     |  |  |  |  |  |  |  |  |  |  |  |  |
|  |                                                              |  |  |  |  |  |  |  |  |  |  |  |  |
|  |                                                              |  |  |  |  |  |  |  |  |  |  |  |  |
|  | Louise zu Mecklenburg (1667–1721)                            |  |  |  |  |  |  |  |  |  |  |  |  |
|  |                                                              |  |  |  |  |  |  |  |  |  |  |  |  |
|  |                                                              |  |  |  |  |  |  |  |  |  |  |  |  |
|  | Magdalena Sibylla von Schleswig-Holstein-Gottorf (1631–1719) |  |  |  |  |  |  |  |  |  |  |  |  |
|  |                                                              |  |  |  |  |  |  |  |  |  |  |  |  |
|  |                                                              |  |  |  |  |  |  |  |  |  |  |  |  |
|  | Friedrich V. König von Dänemark und Norwegen                 |  |  |  |  |  |  |  |  |  |  |  |  |
|  |                                                              |  |  |  |  |  |  |  |  |  |  |  |  |
|  |                                                              |  |  |  |  |  |  |  |  |  |  |  |  |
|  | Georg Albrecht von Brandenburg-Kulmbach (1619–1666)          |  |  |  |  |  |  |  |  |  |  |  |  |
|  |                                                              |  |  |  |  |  |  |  |  |  |  |  |  |
|  |                                                              |  |  |  |  |  |  |  |  |  |  |  |  |
|  | Christian Heinrich von Brandenburg-Kulmbach (1661–1708)      |  |  |  |  |  |  |  |  |  |  |  |  |
|  |                                                              |  |  |  |  |  |  |  |  |  |  |  |  |
|  |                                                              |  |  |  |  |  |  |  |  |  |  |  |  |
|  | Maria Elisabeth von Holstein-Glücksburg (1628–1664)          |  |  |  |  |  |  |  |  |  |  |  |  |
|  |                                                              |  |  |  |  |  |  |  |  |  |  |  |  |
|  |                                                              |  |  |  |  |  |  |  |  |  |  |  |  |
|  | Sophie Magdalene von Brandenburg-Kulmbach (1700–1770)        |  |  |  |  |  |  |  |  |  |  |  |  |
|  |                                                              |  |  |  |  |  |  |  |  |  |  |  |  |
|  |                                                              |  |  |  |  |  |  |  |  |  |  |  |  |
|  | Albrecht Friedrich von Wolfstein zu Sulzbürg (1644–1693)     |  |  |  |  |  |  |  |  |  |  |  |  |
|  |                                                              |  |  |  |  |  |  |  |  |  |  |  |  |
|  |                                                              |  |  |  |  |  |  |  |  |  |  |  |  |
|  | Sophie Christiane von Wolfstein (1667–1737)                  |  |  |  |  |  |  |  |  |  |  |  |  |
|  |                                                              |  |  |  |  |  |  |  |  |  |  |  |  |
|  |                                                              |  |  |  |  |  |  |  |  |  |  |  |  |
|  | Sophia Luise zu Castell und Remlingen (1645–1717)            |  |  |  |  |  |  |  |  |  |  |  |  |
|  |                                                              |  |  |  |  |  |  |  |  |  |  |  |  |
|  |                                                              |  |  |  |  |  |  |  |  |  |  |  |  |